# Hvozdnica
Hvozdnica és un poble i municipi d'Eslovàquia que es troba a la regió de Žilina, al centre-nord del país.

## Demografia
| Godina             | 1994 | 2004   | 2014   | 2024   |
| ------------------ | ---- | ------ | ------ | ------ |
| Nombre de persones | 1079 | 1139   | 1185   | 1235   |
| Diferència         |      | +5,56% | +4,03% | +4,21% |

| Godina             | 2023 | 2024   |
| ------------------ | ---- | ------ |
| Nombre de persones | 1226 | 1235   |
| Diferència         |      | +0,73% |